# اورواچ ۲
اُورواچ ۲ به (به انگلیسی: Overwatch 2) یک بازی ویدئویی چند نفره تیمی در سبک تیراندازی اول شخص است. این بازی به عنوان دنباله بازی اورواچ ۲۰۱۶ انتشار شده است، یک تغییر عمده در حالت های PvP کاهش اندازه تیم از شش به پنج نفر بود است.بازی اورواچ ۲ روی نینتندو سوییچ پلی‌استیشن ۴ پلی‌استیشن ۵ رایانه شخصی ایکس‌باکس وان و ایکس‌باکس سری ایکس و اس در تاریخ ۴ اکتبر به‌صورت رایگان عرضه شد و دارای قابلیت کراس پلی میباشد.
| گردآورنده | امتیاز            |
| --------- | ----------------- |
| متاکریتیک | PC: 79/100 76/100 |

| ناشر         | امتیاز |
| ------------ | ------ |
| گیم اینفورمر | ۹/۱۰   |
| گیم‌اسپات     | ۸/۱۰   |
| آی‌جی‌ان       | ۸/۱۰   |
| نینتندو لایف | ۷/۱۰   |
| پی‌سی‌گیمزان   | ۷/۱۰   |
| پوش اسکوئر   | ۸/۱۰   |
| گاردین       | [ ۸ ]  |